# Szent János-keresztelőkápolna (Pisa)
A Szent János-keresztelőkápolna a Piazza dei Miracoli egyik műemléke Pisában, a Santa Maria Assunta székesegyház nyugati homlokzata előtt, a Camposanto temetőtől délre.
Ez a világ legnagyobb keresztelőkápolnája; kerülete 107,24 m, míg a falazat szélessége a tövénél 263 cm, magassága 54,86 méter.

## Története
Az épületet a 12. század közepén kezdték építeni: „1153 mense Augusti fundata fuit haec…”, vagyis 1153 augusztusában alapították… (a pisai naptárban 1153 1152-nek felel meg). Ez egy korábbi, kisebb keresztelőkápolna helyébe épült, amely a katedrálistól északkeletre volt, ahol jelenleg a Camposanto temető található. Román stílusban építette egy építész, aki az épületen belüli oszlopon „Diotisalvi magister…” felirattal jelölte meg magát. Később Nicola és Giovanni Pisano, meg Cellino di Nese is az építkezés mesterei voltak.
A tizenkilencedik században, az egész Piazza del Duomót és műemlékeit érintő felújítással egy időben a keresztelőkápolnát Alessandro Gherardesca építész radikálisan helyreállította, olyan beavatkozásokkal, amelyek néhány portál újjáépítéséhez és a dekoráció nagy részének megváltozásáboz vezettek. A korabeli pisai kultúra néhány értelmiségi és prominens alakja – például Carlo Lasinio – panasza ellenére Giovanni Storni építőmester tevékenysége a Pisanók számos szobrának eltávolításához vezetett. Az első sorrendben a vimperga felett és belsejében elhelyezett szobrokat olyan alkotásokra cserélték, amelyek nem a középkori ízlést követték, míg az eredeti szobrok szinte mind elvesztek, kivéve azokat, amelyeket most a Museo dell'Opera del Duomóban állítanak ki.
A beavatkozásnak ki kellett volna terjednie a belső térre is, a központi térben freskók kialakításával, de a projekt nem valósult meg, és lényegében a nem középkori bútorok eltávolítására és új ablakok beépítésére szorítkozott.

## Leírása
A keresztelőkápolnának van egy különösy csonkakúp alakú kupolája, mintegy a pisai Szent Sír-templom, ugyanattól az építésztől, amely csak az oszlopok belső körét fedi (a nagy félgömb vagy sokszög alakú kupola építési technikája szinte ismeretlen volt azidőtájt). Diotisalvi terve az volt, hogy építészetileg idézze mind a jeruzsálemi Szikla mecset kupoláját (amelyről azt feltételezik, hogy a Salamon temploma romjaira építették) a külső részen, és a Szent Sír-bazilika Anástasisát annak belső részén. Ezt követően a Pisanók folytatták a munkát, akik gótikus stílusban módosították a keresztelőkápolnát a loggiával és a gúlaalakot rejtő félgömb alakú kupolával (vagyis tamburával) látták el.
A keresztelőkápolna, mint sok más pisai épület, enyhén megdőlt: a lejtés kelet, vagyis a székesegyház felé mutat.

### Külső megjelenése

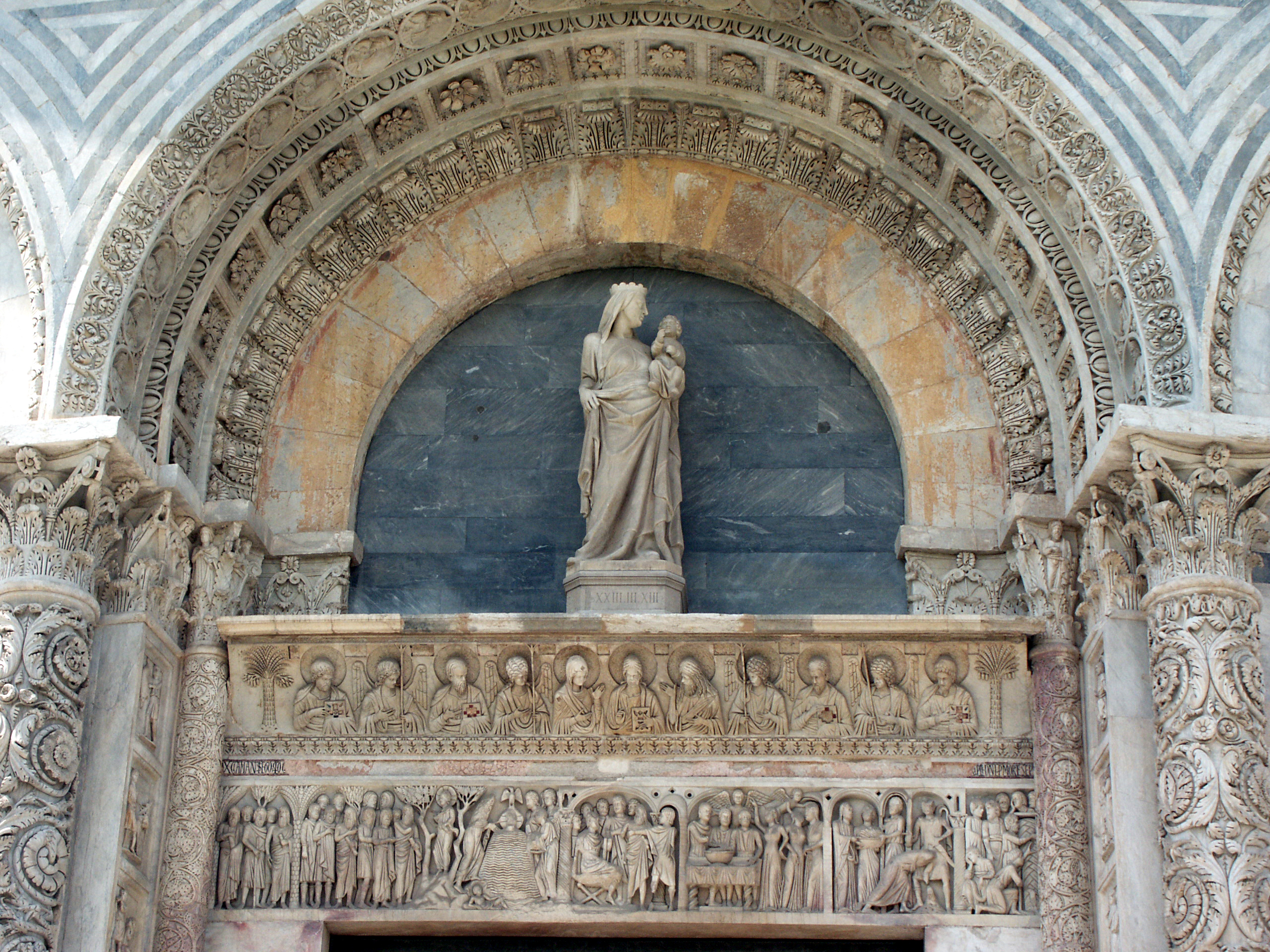
A portál lunettája

A 30,49 méter átmérőjű kupola a Tirrén-tenger felé vörös cseréppel, kelet felé ólomlemezekkel borított. A lefedettség eltérésének oka valószínűleg a pénzhiányban, valamint az eredetileg tervezett mennyezeti freskók hiányában keresendő. A kupola vörös cseréppel való hiányos borításának egyéb okai lehetnek az épület eltérő benapozàsi- és éghajlati körülményei, de az is lehet, hogy az éjszakai hajózás számára világítótoronyként működik, köszönhetően a Hold fénye visszaverődésének.
A tetején található kis kupola Keresztelő Turino di Sano Szent János-szobrával 1395-ből csak jóval később került oda. A keresztelőkápolnának eredetileg volt egy nyílása a mennyezeten, amelyen keresztül bejutott a fény a keresztelőmedencére. Más régebbi keresztelőkápolnákban ezt a nyílást használták a keresztelőkút esővízzel való feltöltésére, de ez nem így van Pisában, ahol a kútnak nincs vízelvezető csatornája: akkoriban a keresztelőket már a jelenlegihez hasonló módon végezték kis keresztelőkutakon, amelyek  pusztán szimbolikusak.
A katedrális homlokzatával szemközti portált két csupasz oszlop szegélyezi. Az architráv két szintre oszlik, az alsó a Keresztelő Szent János életéből vett epizódokat, a felső Krisztust a Madonna, a Keresztelő, angyalok és az evangélisták között mutatja be. A portál oldalain két pilaszter a hónapok ciklusát mutatja.
A keresztelőkápolna kapufélfájának bal oldalán egy még megfejtetlen felirat olvasható. 

### Belső tere

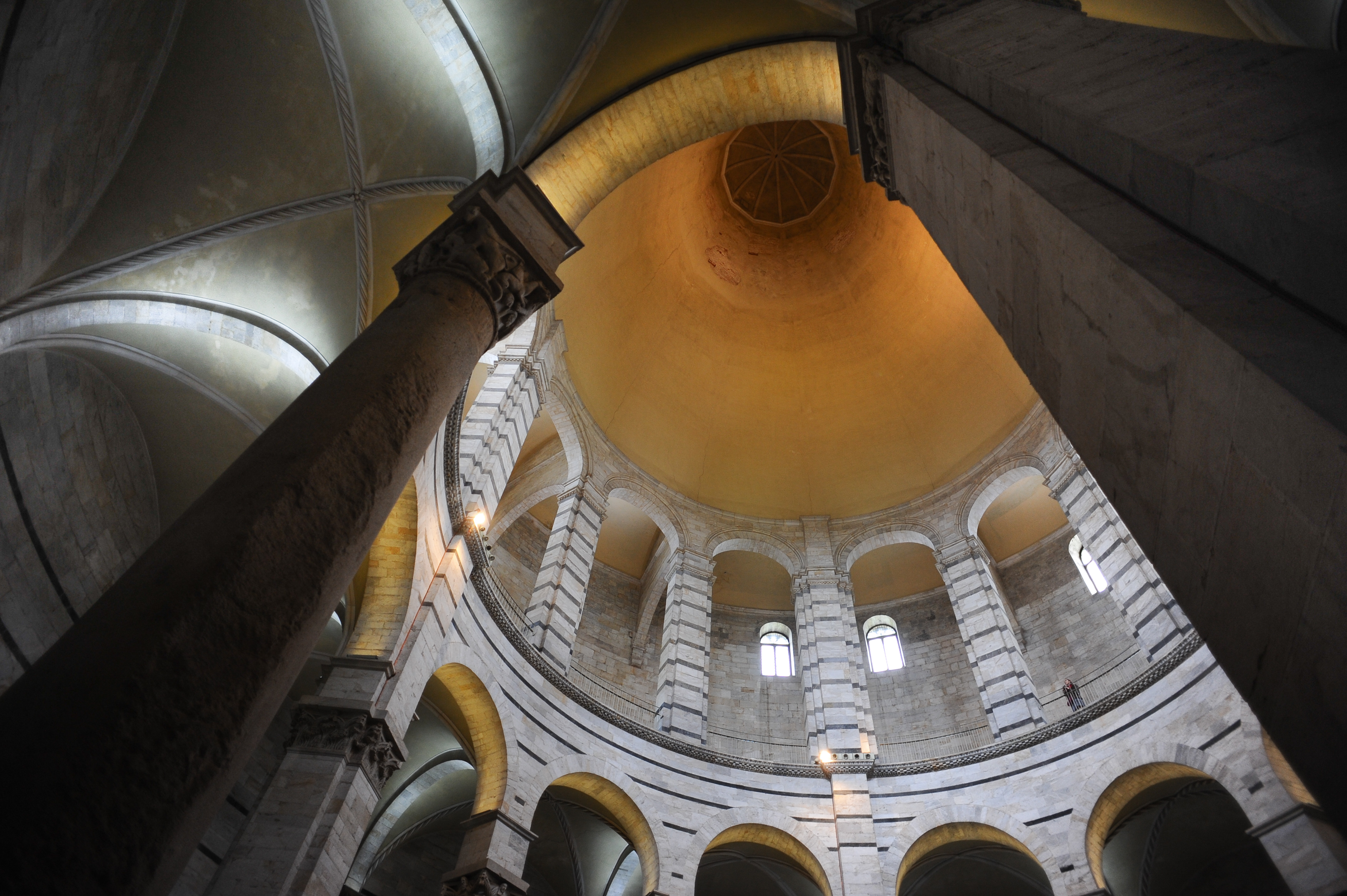
A templombelső

A meglepően egyszerű és dekorációtól mentes belső tér kivételes akusztikával rendelkezik. A központi körcsarnokban egy pilléreken nyugvó, kerek ívekkel ellátott szentélykörüljáró női karzat ül. A külső falon belül kialakított két lépcsőházból a női karzat és a harmadik emeleti szint érhető el, amely a belső kupola extradói és a külső félgömb alakú kupola intradói közötti zárt környezet. Eredetileg mindkét lépcső a harmadik szintre vezetett fel, de stabilitási okokból az egyiket a 19. században befalazták. 
A középen három lépcsőn elhelyezett nyolcszögletű keresztelőkút 1246-ból származik. Guido Bigarelli építette, aki az akkor a comói egyházmegyéhez tartozó Arognóból származott. Középen látható Keresztelő Szent János bronzszobra Italo Griselli kiváló alkotása. Mögötte a presbitérium (szentély) kozmatikus stílusú padlóval, amelyet faragott kőkerítés határol.

#### A szószék
A szószéket 1255 és 1260 között Nicola Pisano, Giovanni Pisano édesapja faragta, az öt mellvédtáblán Jézus életének jelenetei láthatók, míg az oszlopokkal összhangban az erényeket szimbolizáló egyéb témák is megjelennek. A szószéki jelenetek és különösen a meztelen Hercules alakja jól mutatja, hogy a klasszikus hatás hogyan tette alkotóját a reneszánsz előfutárává. Emlékeznünk kell arra, hogyan alakult ki méretében, vagyis Nicola műhelyében a tizenharmadik és tizennegyedik századi itáliai szobrászok elitje, Tino di Camainótól és Arnolfo di Cambiótól kezdve.

## Képgaléria

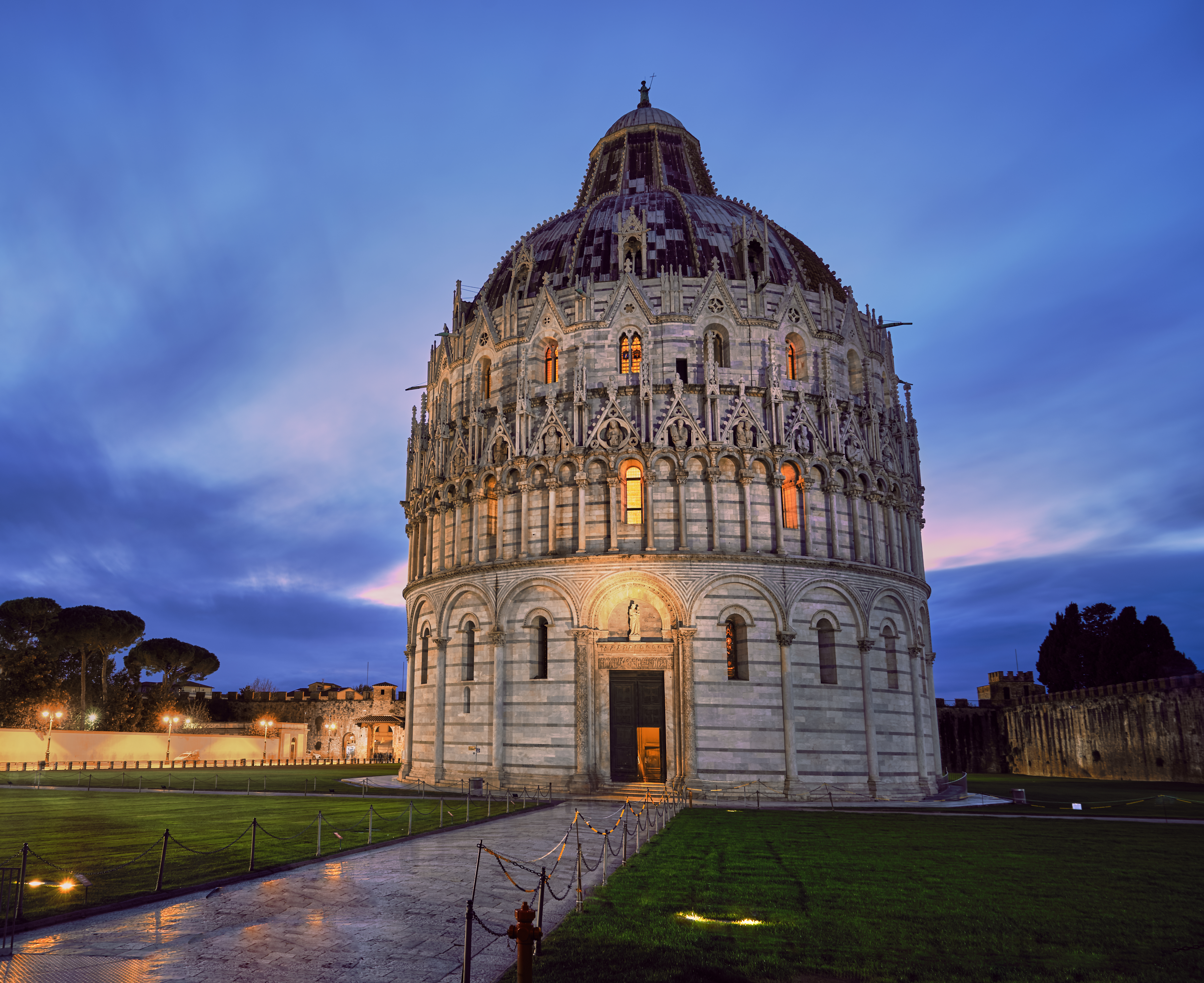
Éjjeli képe
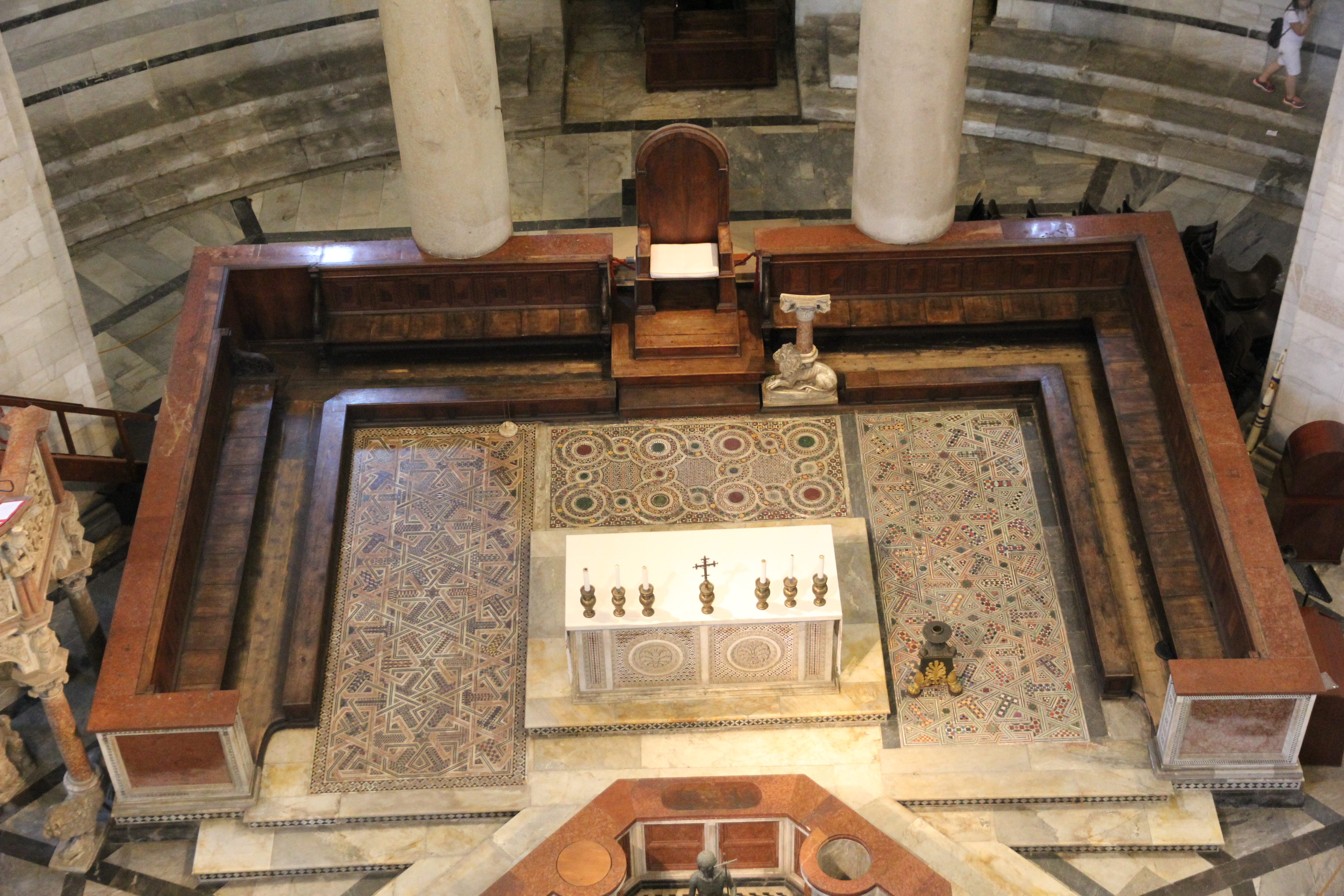
A presbitérium
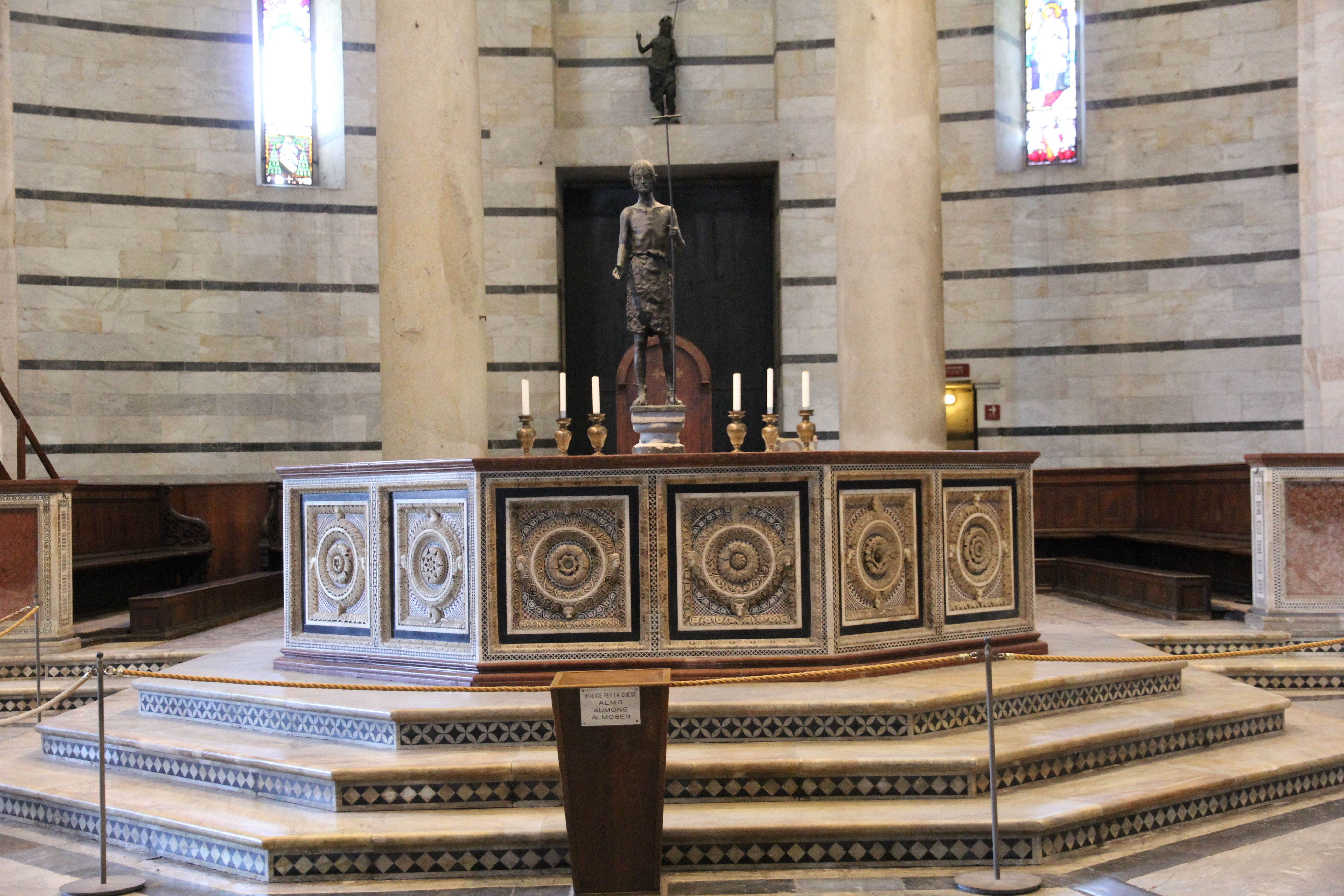
A keresztelőkút
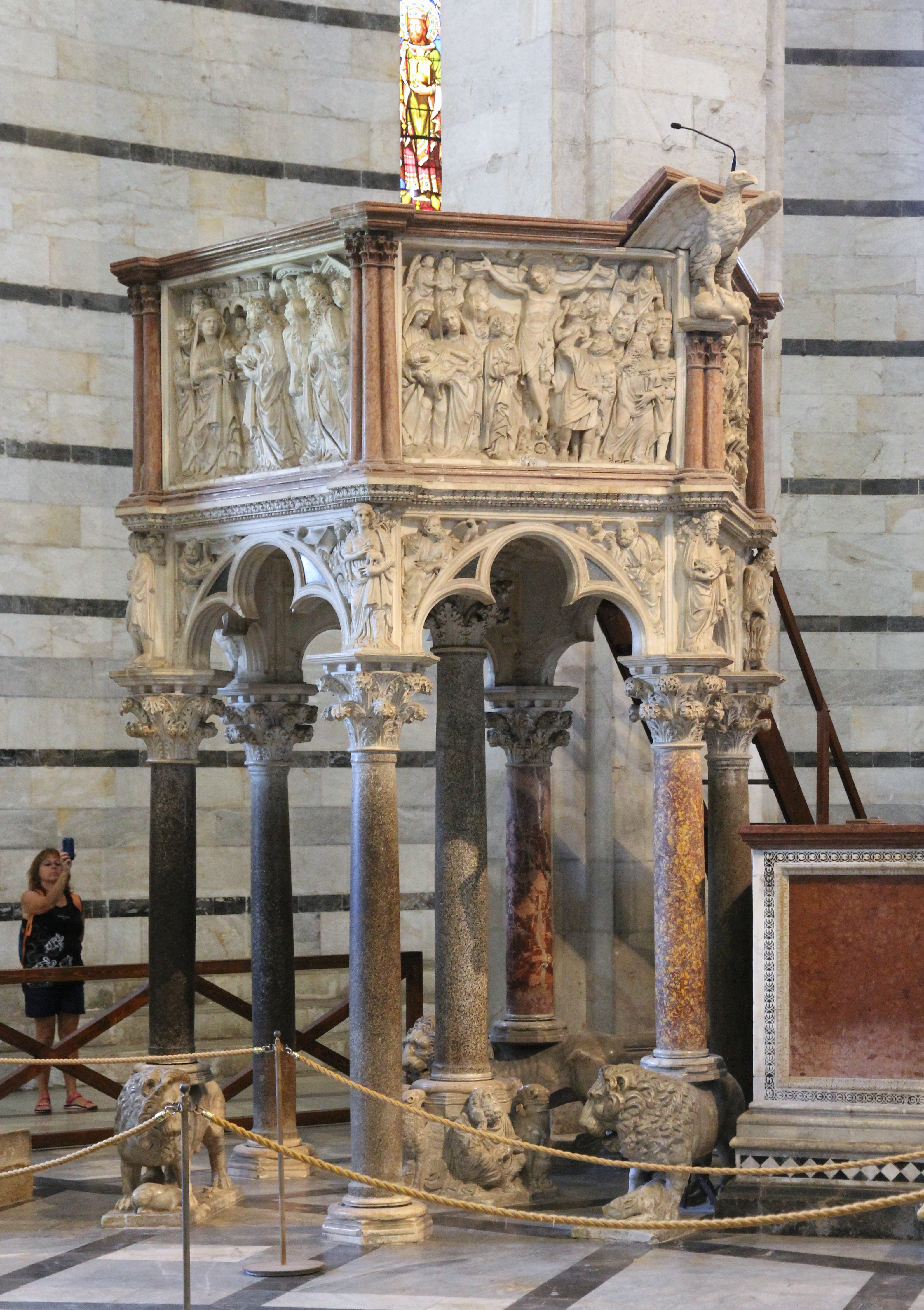
A szószék
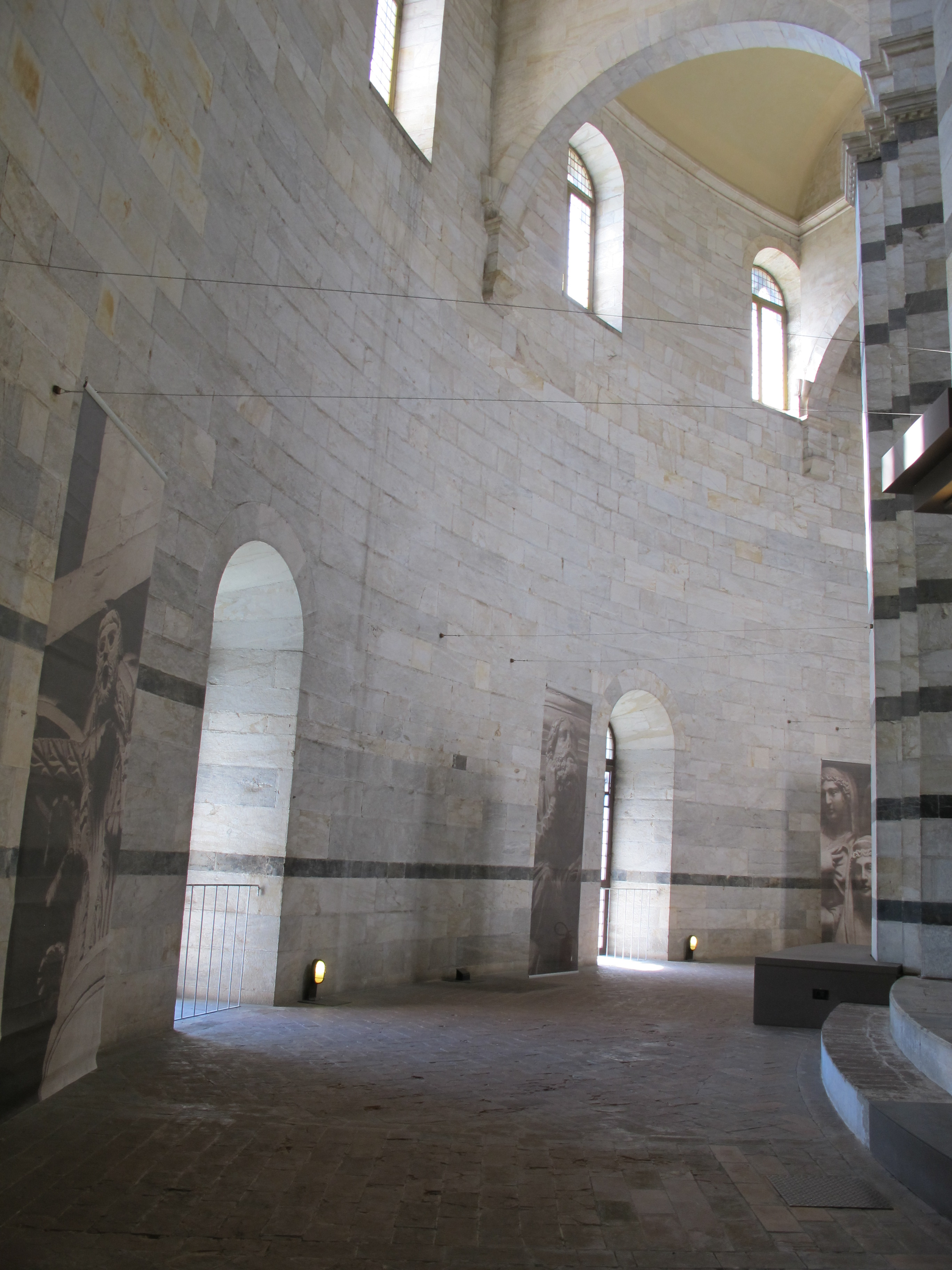
A női galéria belseje

## Fordítás
- Ez a szócikk részben vagy egészben  a   Battistero di San Giovanni (Pisa) című olasz Wikipédia-szócikk ezen változatának fordításán alapul.  Az eredeti cikk szerkesztőit annak laptörténete sorolja fel. Ez a jelzés csupán a megfogalmazás eredetét és a szerzői jogokat jelzi, nem szolgál a cikkben szereplő információk forrásmegjelöléseként.

## Bibliográfia
- Per la istoria del battistero di Pisa : M.o Zibellino da Bologna e il coronamento marmoreo della cupola. Pisa: Mariotti (1919)
- Le sculture nel Battistero di Pisa. Pisa: Pacini (1989). ISBN 88-7781-008-4
- La dotta mano: il Battistero di Pisa. Bergamo: Bolis (1991). ISBN 88-7827-028-8
- Daria Pasini, Ancora sull’epigrafe con triplice invocazione all’arcangelo Michele, GRADUS: Rivista di Archeologia e di Restauro, 10, 1, pp. 18–24, URL.
- Francesco Perono Cacciafoco, The Undeciphered Inscription of the Baptistery of Pisa, Academia Letters, 3359, pp. 1–6, DOI: https://doi.org/10.20935/AL3359.
- „IL BATTISTERO DI PISA, rilievo e rappresentazione digitale tra ricerca e innovazione”, Firenze. DOI:10.13140/RG.2.2.20936.98568.